# ديفيد موليغان
ديفيد موليغان (بالإنجليزية: Dave Mulligan)‏، من مواليد 24 مارس 1982، لاعب كرة قدم نيوزلندي.
يلعب مع نادي ويلينغتون فينيكس.
يلعب مع منتخب نيوزلندا لكرة القدم.

## روابط خارجية
- ديفيد موليغان على موقع الاتحاد الدولي (مؤرشف)  (الإنجليزية)
- ديفيد موليغان على موقع قاعدة بيانات كرة القدم.إي يو (الإنجليزية)
- ديفيد موليغان على موقع ناشيونال فوتبول تيمز (الإنجليزية)
- ديفيد موليغان على موقع Soccerbase.com (لاعب) (الإنجليزية)
- ديفيد موليغان على موقع Soccerway.com (الإنجليزية)
- ديفيد موليغان على موقع عالم كرة القدم.نت (الإنجليزية)